# Kriegerdenkmal Plotha

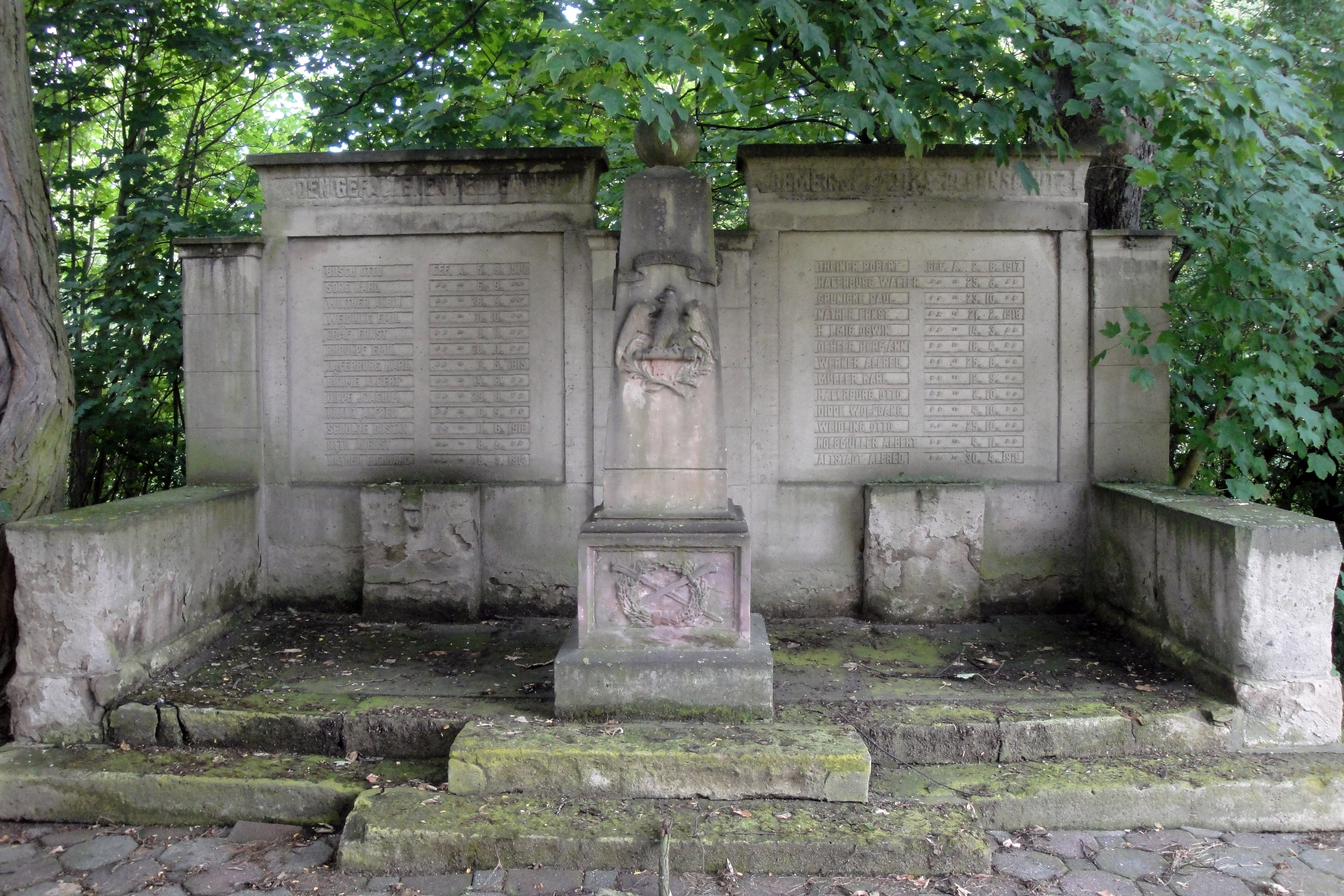
Denkmal Deutsch-Französischer Krieg und Erster Weltkrieg

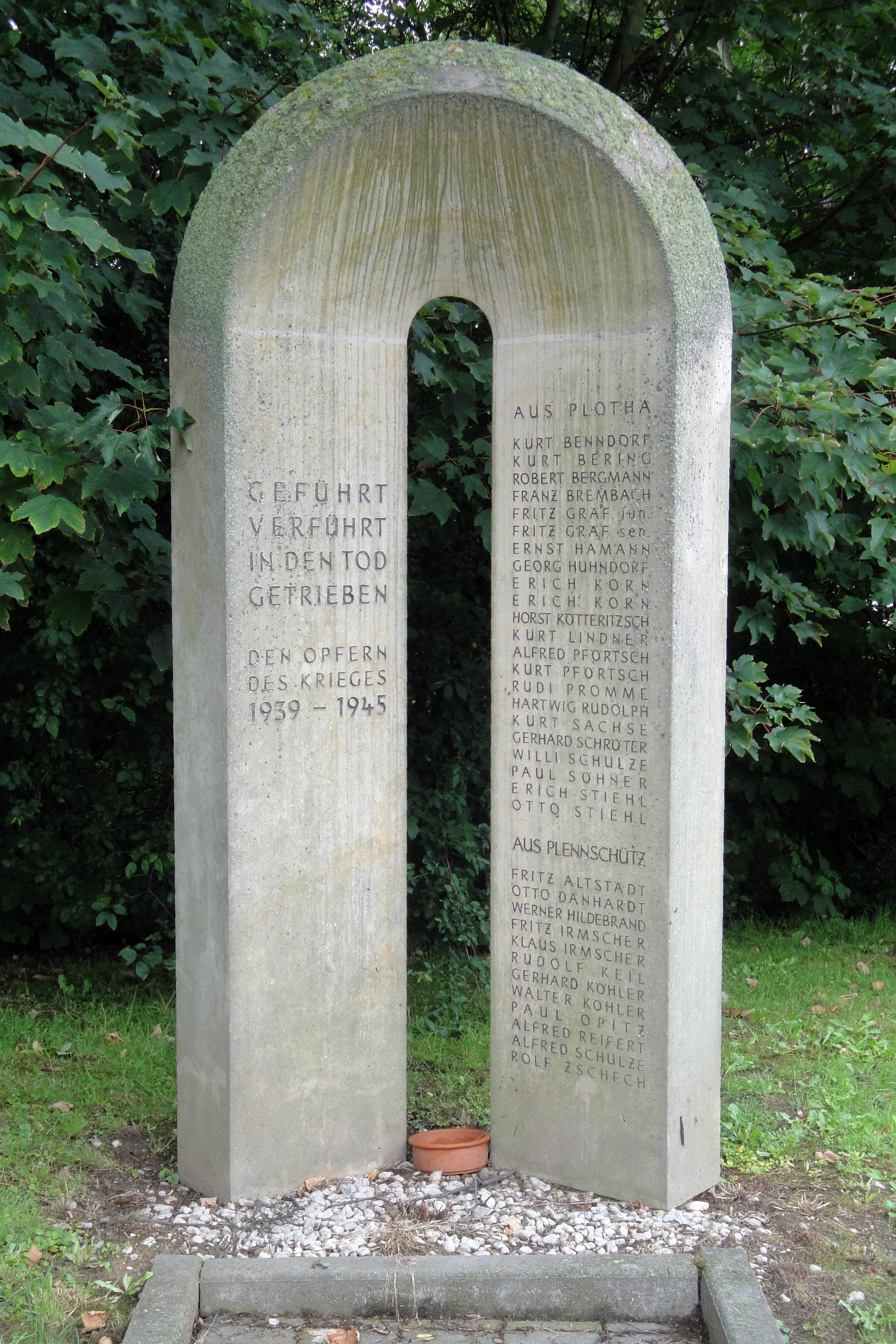
Denkmal Zweiter Weltkrieg

Das Kriegerdenkmal Plotha ist ein denkmalgeschütztes Kriegerdenkmal in der Ortschaft Plotha des Ortsteils Prittitz der Stadt Teuchern in Sachsen-Anhalt. Im örtlichen Denkmalverzeichnis ist die Gedenkstätte unter der Erfassungsnummer 094 12209 als Baudenkmal verzeichnet.
Bei dem Kriegerdenkmal in Plotha handelt es sich um drei einzelne Denkmäler für die Gefallenen von Plotha und Plennschütz.
Zum einen um eine Stele aus Sandstein, für die Gefallenen des Deutsch-Französischen Kriegs. Gekrönt wird die Stele von einer Kugel, auf der einst ein Adler saß. Die Vorderseite wird von einem Adler der auf einem Kanonenrohr sitzt verziert. Auf dem Sockel sind zwei schräg nach unten gerichtet, sich kreuzende, Schwerter zu sehen. Diese sind von einem Lorbeerkranz umgeben. Es befindet sich auf jeder Seite der Stele eine Inschrift. Die Inschrift der Vorderseite lautet SOLI DEO GLORIA und die der Rückseite Zur Erinnerung an das Friedensfest den 18. Juni 1871. Die linke Seite enthält die Inschrift Im glorreichen Kriege 1870 - 1871 fielen als Opfer dieser Kirchfahrt für König und Vaterland sowie die Namen der Gefallenen und die rechte Seite Aus Dankbarkeit gewidmet von den Gemeinden Plotha und Plennschütz.
Hinter der Stele befindet sich eine Mauer mit zwei großen Gedenktafeln aus Stein. Dabei handelt es sich um das Denkmal für die Gefallenen des Ersten Weltkriegs. Die Tafeln enthalten die Namen der Gefallenen und die Inschrift DEN GEFALLENEN HELDEN DIE GEMEINDEN PLOTHA UND PLENNSCHÜTZ.
Das Denkmal für die Gefallenen des Zweiten Weltkriegs steht seitlich der anderen beiden. Es besteht aus einem ineinander gedrehten Halbbogen. In der linken Seitenfläche ist die Inschrift GEFÜHRT VERFÜHRT IN DEN TOD GETRIEBEN DEN OPFERN DES KRIEGES 1939-1945 und in der Rechten AUS PLOTHA AUS PLENNSCHÜTZ sowie die Namen der Gefallenen eingraviert.

## Quelle
- Kriegerdenkmal Plotha, abgerufen am 25. September 2017.